# Черкасские мавпы
Баскетбольный клуб «Черкасские мавпы» (укр. баскетбольний клуб «Черкаські мавпи») — украинский мужской баскетбольный клуб из города Черкассы, основанный в 2003 году Михаилом Бродским и Сергеем Одарычом, выступающий в Украинской суперлиге.

## История
Клуб основан в 2003 году под названием «Рятивник-Черкассы» (Рятівник-Черкаси, переводится как Спасатель-Черкассы). В 2004 году был переименован в «Черкасские мавпы» (Черкаські мавпи, Черкасские обезьяны).
Сезон 2004/2005 клуб начал удачно. Турнирную дистанцию в высшей лиге «Черкасские мавпы» прошли ровно, получив путёвку в Суперлигу.
В сезоне 2006/2007 «Черкасские мавпы» дебютировали в розыгрыше европейского Кубка Вызова. Успешно пройдя групповой этап, «Обезьяны» дошли до четвертьфинала, где в напряжённой борьбе уступили «Днипру». В чемпионате и Кубке Украины команда заняла четвёртое место. На драфте НБА 2007 года игрок клуба Кирилл Фесенко был выбран под 38-м номером «Филадельфией-76».
В сезоне 2007/2008 в регулярном чемпионате клуб финишировал лишь седьмым, из розыгрыша Кубка Украины выбыл после четвертьфинала, а в Кубке вызова ФИБА пройдя квалификацию, вылетел после первого группового раунда. Причинами провала стали череда травм и неудачная селекционная политика, в связи с которой в составе команды поменялось более десяти игроков.
Сезон 2008/2009 «Черкасские мавпы» начали с сильнейшим составом за всю историю команды. Летом в команде появились балканские легионеры очень высокого уровня и «Обезьяны» подошли к чемпионату новой Украинской баскетбольной лиги полностью готовыми к борьбе. Первые 2 круга чемпионата прошли при доминировании «Черкасских мавп», однако, полностью провалив концовку сезона, команда заняла лишь 9-е место. Среди причин провала называлось отсутствие командной игры и неблагоприятный микроклимат в коллективе. Звёздные исполнители перестали находить общий язык, и как результат, команда провалила сезон.
Перед началом сезона 2009/2010 руководство команды взяло курс на перезагрузку и украинизацию. В этом сезоне клуб начал выступление в Высшей лиге. Руководство команды поставило задачу получить золото второго по значимости украинского чемпионата и вернуть прописку в Суперлиге. Коллектив Владимира Холопова легко стал чемпионом Высшей лиги, вписав своё имя в историю украинского баскетбола, как команда выигравшая чемпионат без единого поражения. Но несмотря на это, «Черкасские мавпы» по разным причинам становятся участниками Суперлиги лишь через сезон, проведя ещё один в Высшей лиге и снова выиграв её.
Главной задачей в сезоне 2011/2012 у команды Владимира Холопова было закрепиться в элите украинского баскетбола. «Черкасские мавпы» снова начали собирать переполненный спортивный комплекс «Будивельник», который вмещает более тысячи болельщиков. Именно в этот сезон в Черкассы приехал один из самых ярких баскетболистов за всю историю украинского баскетбола — Уилл Соломон, но несмотря на это, команда не смогла выйти в плей-офф. Также помехой этому стало большое количество травм, которые по ходу чемпионата получали ключевые игроки команды.
Фактически сразу после завершения сезона руководство клуба заявляет об амбициозных планах на следующий сезон и возвращает к рулю команды сербского специалиста — Йовица Арсича. Также одним из приоритетов в новом сезоне будет привлечение воспитанников баскетбольной школы «Черкасские мавпы» в главную команду.
В сезоне 2012/2013 свою лучшую игру показывали лидеры черкасчан — Чарльз Томас и Томас Делининкайтис. Клуб вышел в плей-офф, при этом выиграв едва ли не все последние матчи регулярного чемпионата, но уже в четвертьфинальной серии уступил «Ферро-ЗНТУ» со счётом 1:4. После этого Арсич покинул команду, а владельцами клуба было принято решение дать второй шанс Владимиру Холопову.
В сезоне 2013/2014 ряды команды пополнили Святослав Михайлюк, Александр Кобец, Никита Руслов и Никита Воевода. Команда трудно стартовала в Суперлиге и из-за неудовлетворительных результатов Холопов прекратил сотрудничество с клубом. Новым тренером был назначен Максим Михельсон, который годами работы с юношескими командами клуба достиг весомых результатов. Во время представления команде наставника президент клуба, Сергей Одарыч, поставил задачу-максимум — выход в плей-офф Суперлиги, а также выразил надежду на воспитанников клуба уже в этом сезоне. С приходом тренера, с которым связаны самые громкие успехи в юношеском баскетболе черкасчан, была сделана ставка на своих воспитанников. Причём синхронно, из-за событий в стране, Украину начали покидать легионеры. Чемпионат перспективная молодёжь во главе с капитаном Андреем Кальниченко завершила на 11-м месте.
Сезон 2014/2015 на Украине прошёл под знаком «шанс для молодёжи». Из-за ситуации в стране количество легионеров во внутреннем чемпионате существенно снизилась. Черкасская молодёжь во главе с воспитанником клуба Александром Кобцем прекрасно себя зарекомендовала. Правда в спортивном плане команда остановилась в шаге от желаемого результата. «Обезьяны» вышли в плей-офф Суперлиги, но пробиться во второй этап не смогли. Четвертьфинальную серию Черкассы проиграли «Киеву» 1:4.
Битва за бронзу — так болельщикам «Черкасских мавп» запомнится сезон 2015/2016. В этом сезоне чемпионата Украины под эгидой ФБУ (Федерация баскетбола Украины) выступало 9 клубов, среди которых единственный представитель Еврокубков — «Химик» и амбициозные «Динамо» и «Кривбасс». Именно эти три клуба разделили между собой медали чемпионата Украины. «Черкасские мавпы» отчаянно бились за третье место, но проиграли бронзовую серию «Кривбассу» со счетом 2:3. Лучшим атакующим защитником чемпионата был признан воспитанник «Черкасских мавп» Александр Кобец. В Кубке Украины клуб тоже был в четвёрке лучших. В первом матче Финала четырёх команда Максима Михельсона уступила «Химику», который и выиграл трофей.
В сезоне 2017/ 2018 «Черкасские мавпы» становятся чемпионом Украинской Суперлиги, обыграв в финальной серии в сухую 3-0 «Днипро», в плей-офф «мавпы» выиграли все свои матчи.

## Состав
| Номер | Игрок               | Позиция   | Дата рождения |
| ----- | ------------------- | --------- | ------------- |
| 0     | Брендон Янг         | Защитник  | 16.11.1991    |
| 1     | Кристофер Коукли    | Форвард   | 27.07.1996    |
| 2     | Руслан Отверченко   | Защитник  | 06.01.1990    |
| 3     | Александр Кольченко | Защитник  | 20.09.1988    |
| 5     | Иван Ткаченко       | Форвард   | 02.08.1997    |
| 6     | Игорь Бояркин       | Защитник  | 13.06.1995    |
| 8     | Никита Руслов       | Защитник  | 23.10.1996    |
| 13    | Дмитрий Липовцев    | Форвард   | 10.10.1986    |
| 14    | Дмитрий Скапинцев   | Центровий | 12.05.1998    |
| 21    | Игорь Чумаков       | Центровий | 13.02.1990    |
| 24    | Владимир Конев      | Форвард   | 18.06.1989    |
| 31    | Игорь Сергеев       | Центровий | 04.08.2001    |
| 34    | Никита Воевода      | Защитник  | 06.11.1996    |

## Сезоны
| Сезон   | Уровень | Лига        | Место | Кубок Украины | Выступления в Европе       | Выступления в Европе |
| ------- | ------- | ----------- | ----- | ------------- | -------------------------- | -------------------- |
| 2005/06 | 1       | Суперлига   | 4-е   |               |                            |                      |
| 2006/07 | 1       | Суперлига   | 4-е   |               | 4 Европейский Кубок Вызова | 1/4                  |
| 2007/08 | 1       | Суперлига   | 7-е   |               | 3 Кубок вызова ФИБА        | РС                   |
| 2008/09 | 1       | УБЛ         | 4-е   |               |                            |                      |
| 2009/10 | 2       | Высшая лига | 1-е   |               |                            |                      |
| 2010/11 | 2       | Высшая лига | 1-е   | Чемпион       |                            |                      |
| 2011/12 | 1       | Суперлига   | 13-е  |               |                            |                      |
| 2012/13 | 1       | Суперлига   | 7-е   |               |                            |                      |
| 2013/14 | 1       | Суперлига   | 11-е  |               |                            |                      |
| 2014/15 | 1       | Суперлига   | 6-е   | 1/4 финала    |                            |                      |
| 2015/16 | 1       | Суперлига   | 4-е   | 1/2 финала    |                            |                      |
| 2016/17 | 1       | Суперлига   | 4-е   | 1/4 финала    |                            |                      |
| 2017/18 | 1       | Суперлига   | 1-е   | 1/4 финала    |                            |                      |
| 2018/19 | 1       | Суперлига   | 8-е   | 1/4 финала    | 3 Кубок Европы ФИБА        | РС                   |

## Награды
- Чемпион Украинской суперлиги: 2018
- Чемпион Высшей лиги Украины: 2010, 2011
- Обладатель Кубка Украины: 2011
- Финалист Кубка Украины: 2020/21

## Рекордсмены клуба

### Игрок с наибольшим количеством очков
По состоянию на 19 марта 2018 года
| Место | Игрок              | Очки  | Матчи | Сред. результативность | Сезоны                          |
| ----- | ------------------ | ----- | ----- | ---------------------- | ------------------------------- |
| 1     | Александр Кобец    | 1 528 | 143   | 10,7                   | 2012/2013—2017/2018             |
| 2     | Артур Джонсон      | 1 219 | 72    | 16,9                   | 2005/2006, 2006/2007            |
| 3     | Андрей Кальниченко | 1 042 | 81    | 12,8                   | 2012/2013, 2013/2014, 2016/2017 |
| 4     | Владимир Гуртовой  | 931   | 77    | 12                     | 2005/2006, 2006/2007            |
| 5     | Иван Кольевич      | 897   | 63    | 14,2                   | 2008/2009, 2011/2012, 2012/2013 |

## Известные игроки
- Мартинас Андрюкайтис
- Артём Буцкий
- Владимир Гуртовой
- Томас Делининкайтис
- Каниэль Диккенс
- Александр Кобец
- Иван Кольевич
- Александр Кольченко
- Феликс Коядинович
- Дмитрий Липовцев
- Марко Любичич
- Андрей Малыш
- Святослав Михайлюк
- Трент Плейстед
- Уилл Соломон
- Войдан Стояновски
- Юрис Умбрашко
- Кирилл Фесенко
- Георгий Чековски
- Джон Эдвардс
- Фади эль-Хатиб
- Моррис Эльмонд